# Gesprächskreis Geistlicher Gemeinschaften, Bewegungen und Initiativen
Der Gesprächskreis Geistlicher Gemeinschaften, Bewegungen und Initiativen (GGG) ist ein 1986 gegründetes Austauschforum der genannten Gruppierungen innerhalb der katholischen Kirche in Deutschland.

## Geschichte
Die Idee eines gemeinsamen Gesprächforums der Geistlichen Bewegungen in der katholischen Kirche Deutschlands hat seine Wurzeln in der Würzburger Synode. Die eigentliche Geschichte des GGG hat seinen Ursprung im Vorfeld des Aachener Katholikentags (1986) mit dem damaligen Themenschwerpunkt Geistliche Gemeinschaften. Klaus Hemmerle, Bischof von Aachen, lud im Frühjahr 1985 Vertreter von 15 Geistlichen Gemeinschaften und Bewegungen zu einem Vorbereitungstreffen ein. Im Anschluss an den Katholikentag wollten mehrere Gemeinschaften an diesen ersten Austausch anknüpfen und beschlossen im November 1986 die Gründung eines regelmäßigen Gesprächskreises zur Fortführung des begonnenen Austausches.
Im Herbst 1987 waren die Mitglieder des Kreises zu einem Studientag der Deutschen Bischofskonferenz über „Neue Geistliche Gemeinschaften und Bewegungen“ eingeladen. Ab 1988 begann der Dialog mit kirchlichen Verbänden, Orden und Sachverständigen des Zentralkomitees der deutschen Katholiken. 1994 wurde im gemeinsamen Dokument „Christ werden - Kirche leben - Welt gestalten“ das Selbstverständnis der Geistlichen Gemeinschaften und Bewegungen formuliert. Das Dokument wurde 2005 überarbeitet und 2021 aktualisiert. Parallel dazu verfasste der ständige Arbeitskreis „Geistliche Gemeinschaften“ des ZdK das Arbeitspapier „Miteinander auf dem Weg - Einladung zum Dialog zwischen Gemeinden, Verbänden und geistlichen Gemeinschaften und Bewegungen“, das am 24. November 1995 als Beschluss der Vollversammlung des ZdK angenommen wurde.
Die Treffen des GGG wurden von Anfang an von der DBK begleitet. 2008 wurde in der Struktur der DBK eine eigene Arbeitsgruppe „Geistliche Gemeinschaften und kirchliche Bewegungen“ etabliert. Von 1986 bis 2011 traf sich der Gesprächskreis regelmäßig zweimal im Jahr, seit 2012 einmal im Jahr.

## Zusammensetzung, Ziele und Aufgaben
Gemeinschaften und Bewegungen, die dem GGG angehören, müssen seit mindestens fünf Jahren bestehen, in mehreren katholischen Bistümern beheimatet sein und über irgendeine Form kirchlicher Anerkennung verfügen.
Ziele des Gesprächskreises sind Wachstum im gegenseitigen Verständnis und Miteinander, Wahrnehmen von Vielfalt, gemeinsame Mitgestaltung des kirchlichen Lebens, Austausch verschiedener spiritueller Traditionen, Impulse für kirchliche Großveranstaltungen, transparente Kommunikation mit DBK und ZdK.
Als gemeinsame Merkmale der mitwirkenden Gruppierungen wird u. a. genannt: Charisma des Ursprungs, Glaubenserfahrung und Glaubenszeugnis, Einheit in Vielfalt, Kirchlichkeit, Ökumene, Glaube als ständige Neuorientierung, diakonischer Einsatz.
Nach einer Erhebung der DBK aus dem Jahr 2013 zählen die Gruppierungen insgesamt ca. 100.000 Mitglieder in Deutschland. Stand Oktober 2021 gehörten dem GGG 30 Geistliche Gemeinschaften, Bewegungen und Initiativen an.